# Établissement rural d'Alakourtti
L'établissement rural d'Alakourtti (en russe : Се́льское поселе́ние Алаку́ртти) est une entité municipale de Russie formée en 2004, du raïon de Kandalakcha dans l'oblast de Mourmansk. Son siège administratif est la localité d'Alakourtti.

## Géographie
L'établissement rural se situe dans le raïon de Kandalakcha, un des raïons de l'oblast de Mourmansk. Le raïon et l'oblast se trouvent dans le nord européen de la Russie.

## Politique administration
La municipalité est un établissement rural, qui a été créé en 2004. Elle possède sa propre douma et un chef de l'administration.

## Population
Recensements (*) et estimations de la population,:
| 2010* | 2021* | 2023  | - |
| ----- | ----- | ----- | - |
| 3 443 | 5 559 | 5 460 | - |

## Localités
| Localité    | Statut   | Population 2010 | Population 2021 |
| ----------- | -------- | --------------- | --------------- |
| Alakourtti  | village  | 3424            | 5533            |
| Kaïraly     | localité | 19              |                 |
| Kouoloïarvi | localité | 0               |                 |
| Priozerny   | localité | 0               |                 |